# Gilmar (azienda)
Il Gruppo Gilmar è attivo nella produzione e nella distribuzione di marchi di abbigliamento di proprietà - Iceberg e Ice Play - e in licenza - N°21, Vivetta e Paolo Pecora Milano - e sviluppa un’ampia gamma di prodotto: dal prêt-à-porter di fascia alta alle linee giovani. È completamente controllato dalla famiglia Gerani.

## Storia
Il Gruppo Gilmar è stato fondato nel 1959 da Silvano Gerani e Giuliana Marchini Gerani. Silvano Gerani ne è il presidente, Paolo Gerani è amministratore delegato e CEO, Giuliana Marchini è figura attiva nel consiglio di amministrazione e Patrizia Gerani è responsabile dello stile, attiva nel Cda e nello sviluppo della creatività.
Nel 2015, a seguito dell'accordo firmato nel 2012 tra la famiglia Gerani e Alessandro dell'Acqua per la produzione e la distribuzione del nuovo marchio N°21, il gruppo Gilmar entra nell'azienda 2112 s.r.l. con una quota del 30%. Sempre nel maggio del 2015 viene lanciato il portale "GilmarLab.com" che inaugura il debutto nell'e-commerce di tutti i marchi presenti allora nel gruppo: Iceberg, N°21, Siviglia e Paolo Pecora Milano. Dalla stagione autunno-inverno 2019 Gilmar acquisisce come marchio in licenza anche Vivetta.

## I marchi
Nel polo produttivo di San Giovanni in Marignano - inaugurato nel 1985 e successivamente ampliato - ha sede la piattaforma logistica e produttiva, gli uffici stile e la prototipia, il controllo qualità e il reparto spedizioni. Il magazzino clienti è in grado di ospitare fino a 250.000 capi. Il polo, che si estende su 45.000 metri quadri, garantisce anche il servizio di gestione delle consegne e dei riassortimenti.

### Iceberg

Logo Iceberg

Iceberg nasce nel 1974 e consiste in una linea di abbigliamento sportivo di maglia.
Comincia con una collezione di pullover studiata con uno stilista esordiente, Jean Charles de Castelbajac.
La campagna pubblicitaria ha coinvolto personaggi famosi, come Andy Warhol, Carla Fracci, Vivienne Westwood, Luciano Benetton, Franco Moschino, con personaggi della moda che accettano di posare per un altro marchio. Fu Oliviero Toscani il regista di questa impresa dal 1980 al 1986.
I protagonisti degli anni '90 furono poi individuati da Steven Meisel, da Farrah Fawcett a Sofia Coppola, da Iggy Pop a Isabella Rossellini, mentre tra i volti giovani del 2000 spicca quello di Lil' Kim.
Nel marzo 1993 l'azienda decide di sponsorizzare il concerto della Rainforest Foundation Fund, la fondazione per le foreste vergini avviata da Sting e dalla moglie Trudie Styler, tenuto alla Carnegie Hall di New York. Sul palcoscenico si alternano Tina Turner, James Taylor, Bryan Adams, Sting, George Michael.
In seguito Iceberg si è ampliato e diversificato comprendendo orologi, calzature, abbigliamento per bambini e da casa, fino alle bevande. Direttore Creativo di Iceberg è James Long.
Testimonial del brand è Emma Muscat, cantautrice e modella di origini maltesi.

### Ice Iceberg
Qualche decennio dopo Iceberg nasce Ice Iceberg, linea per giovani di abbigliamento e accessori, che nel corso del tempo si è ampliata e diversificata passando dagli orologi alle calzature e all'abbigliamento per bambini, fino ai foulards.
A livello di comunicazione Ice Iceberg si è avvalsa della collaborazione di fotografi come David LaChapelle, Steven Meisel e Peter Lindbergh. Tra i volti noti Paris Hilton immortalata da David LaChapelle e Marc Jacobs e Anna Sui scattati da Steven Meisel.
Ice Play
Dopo la chiusura della linea Ice Iceberg, Gilmar lancia un nuovo brand a Febbraio 2018 dal nome Ice Play che si presenta come un brand autonomo e non legato ad Iceberg.